# 112e division d'infanterie (Chine)
Pour les articles homonymes, voir 112e division.
La 112e division d'infanterie de Chine est une division de l'Armée de terre chinoise créé en 1947. Elle participa à la Guerre de Corée.